# Années 1110
Les années 1110 couvrent la période de 1110 à 1119.

## Événements
- 1075-1122 : poursuite de la querelle des Investitures[1].
- 1105-1112 : le philosophe Avempace est vizir à Saragosse pour les Almoravides ; incarcéré pour trahison, il s’exile à Xàtiva après la prise de la Saragosse par Alphonse Ier d'Aragon en décembre 1118 où il est de nouveau emprisonné pour hérésie ; il redevient vizir à la cour de Fez[2].
- 1109-1135 : long conflit entre Henri Beauclerc et Louis VI le Gros. Guerre du Vexin (1109-1113), revendication de la Normandie par Guillaume Cliton et révolte des barons normands (1116-1119) et nouvelle guerre du Vexin (1123-1124)[3].
- 1110-1114 : commune de Laon ; poursuite du mouvement communal en France[4].
- 1112-1125 : début de la rivalité entre les comtes de Toulouse et de comtes de Barcelone pour la possession du comté de Provence[5].

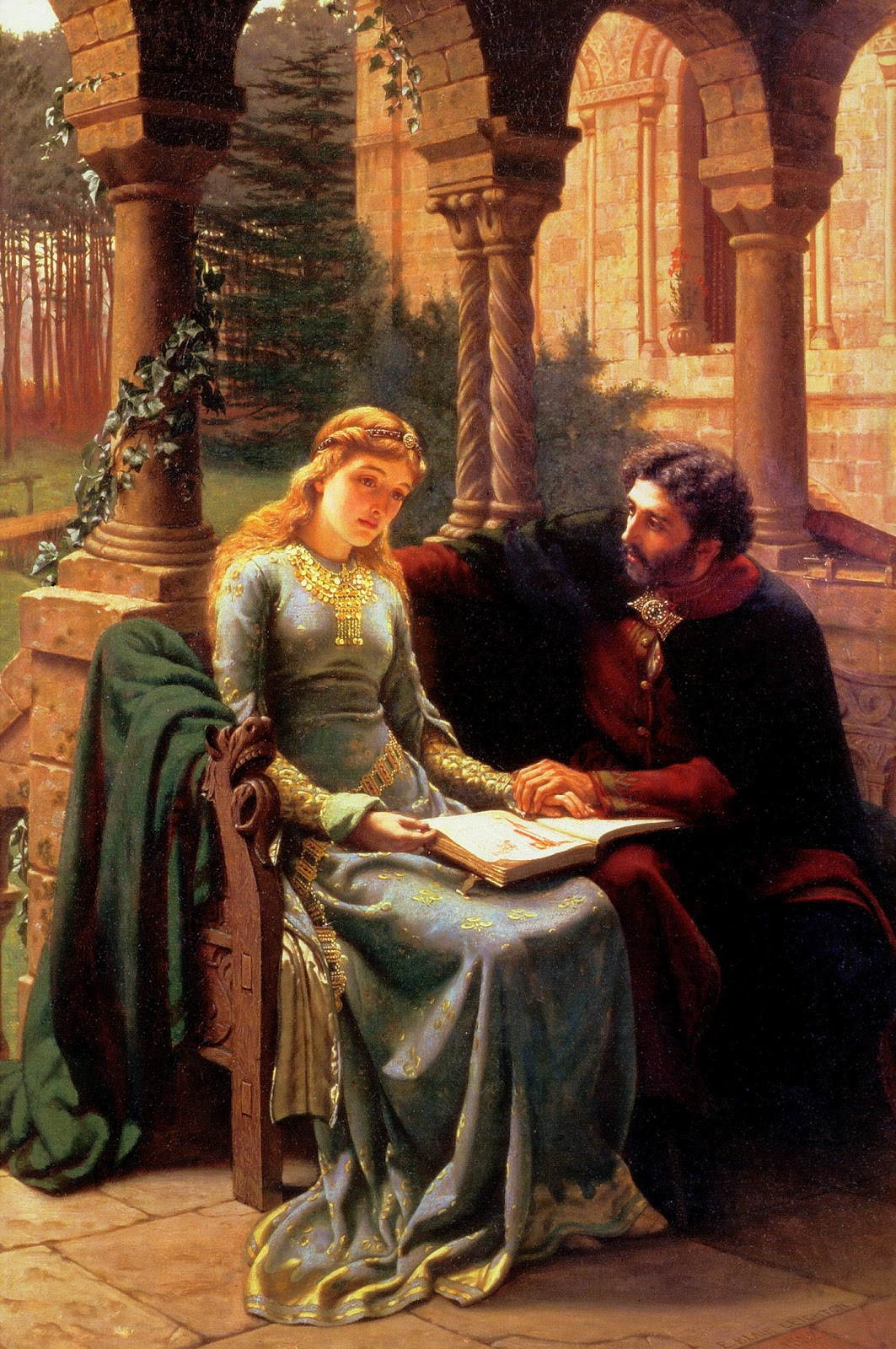
Abélard et son élève Héloïse peints par E. B. Leighton en 1882.

- Vers 1113-1118 : le philosophe Abélard (1079-1142), maître d’Héloïse, la séduit et l’épouse en secret. Héloïse, qui a d’abord refusé le mariage, part en Bretagne pour accoucher d’un enfant d’Abélard baptisé Astralabe (1116 ou début 1117). Abélard persuade Héloïse de prononcer ses vœux à l’abbaye d’Argenteuil. Fulbert, chanoine de la cathédrale Notre-Dame de Paris, l’oncle d’Héloïse, est quelque peu apaisé par leur mariage, mais finit par juger qu’Abélard avait abandonné Héloïse à l’abbaye d’Argenteuil et le fait castrer (1118). Le couple se sépare alors : Héloïse devient abbesse du Paraclet (1129), tandis qu’Abélard se retire à l’abbaye de Saint-Denis-en-France, à Paris[6].
- 1112-1124 : Bernard enseigne à l'école épiscopale de Chartres[7].
- 1114-1115 : expédition contre les Baléares menée par les Pisans et les Catalans[8].
- 1115-1234 : dynastie des Jin en Mandchourie[9].
- Vers 1114-1119 : Étienne Harding, prieur puis abbé de Cîteaux de 1099 à 1122, rédige la règle cistercienne (Carta Caritatis)[10].
- 1116 :  victoire de l’empereur byzantin Alexis Ier Comnène sur le sultan de Rum à bataille de Philomélion[11].
- Vers 1116-1120 : premières traces d'enseignement à l'Université d'Oxford avec l'arrivée de Thibaud d'Étampes[12] ; des écoles sont établies à l’époque normande et des conférences ont lieu dès 1117. Les étudiants se groupent, selon leurs origines géographiques, en deux nations, la première représentant le Nord (l’Écosse y comprise) et la seconde le Sud (l’Irlande et le pays de Galles).

## Personnages significatifs
- Pierre Abélard
- Alexis Ier Comnène
- Alp Arslan d'Alep
- Alphonse Ier d'Aragon
- Alaungsithu
- Aq Sonqor Bursuqî
- Avenpace
- Baudouin de Boulogne
- Bernard de Clairvaux
- Douce de Gévaudan
- Gélase II
- Héloïse d'Argenteuil
- Henri V du Saint-Empire
- Il Ghazi ibn Ortoq
- Jean II Comnène
- Louis VI de France
- Mathilde l'Emperesse
- Mawdûd ibn Altûntâsh
- Pascal II
- Raimond-Bérenger III de Barcelone
- Sigurd Ier de Norvège
- Suryavarman II
- Tancrède de Hauteville
- Thérèse de León
- Urraque Ire de Castille
- Vladimir II Monomaque